# Canal 8 (Uruguay)
Canal 8 es un canal de televisión abierta y pública de la ciudad de Melo, Uruguay. Es el segundo canal de Televisión Nacional y el único canal público en el interior del país.

## Historia
Impulsado en 1963 por un empleado del Servicio Oficial de Difusión, Radiotelevisión y Espectáculos quien proyectaba que el recién creado Canal 5 SODRE llegara al departamento de Cerro Largo. En 1963, en la Escuela Técnica de Melo un profesor de la Universidad del Trabajo del Uruguay junto con sus alumnos, comenzarían a realizar las primeras transmisiones experimentales del proyectado Canal de Melo.
El 15 de agosto de 1969, se inician sus transmisiones con programación propia, como Canal 8 SODRE TV (cabe destacar que en ese entonces, la televisión pública estaba dirigida por este ente). 
El 8 de mayo de 1988 transmitió en vivo y en directo, pese a ser un canal del estado y laico, la visita, llegada y misa que ofreció el Papa Juan Pablo II en la ciudad de Melo. 
En 1999 dejó de emitir programación propia y pasó a ser un repetidor de la señal de Montevideo.
En 2021 vuelve a transmitir contenido propio, tras un cambio de imagen y la unificación de Medios Públicos.

## Programación
Durante los años 1970 y 1980, tenía una programación con una amplia cobertura en las zonas rurales de todo el norte de Uruguay. También cubría diferentes eventos en vivo locales, regionales e incluso nacionales. Emitía también programas informativos, culturales e infantiles. Por los estudios de este canal, pasaron artistas como Manolo Galván, Alfredo Zitarrosa y Aldo Monjes.

## Actualidad
Desde el año en que sus emisiones cesaron, diferentes actores del departamento han intentado que el Servicio de Comunicación Audiovisual Nacional, encargado de los medios públicos de Uruguay, vuelva a hacerlo funcionar.
En junio de 2020, después de casi veinte años, el canal transmitió en vivo las celebraciones por el 225 aniversario de la ciudad de Melo. Los programas especiales contaron con la participación de diferente personalidades de la ciudad, entre ellos la Intendenta de Cerro Largo y la Vicepresidente de la República.